# Koningstheater
Het Koningstheater is een productiehuis voor cabaret in 's-Hertogenbosch.
Het theater ontstond in 1997 als toenmalig onderdeel van het ROC Koning Willem 1 College. Het werd gevestigd in een theaterzaal op het schoolterrein. Het was in het verleden de ontspanningsruimte van deze voormalige Koning Willem I-kazerne. Docent Nederlands, theaterrecensent en cabarethistoricus Frank Verhallen kreeg toestemming om de kleine theaterzaal uit te baten als collegetheater. In enkele jaren groeide het Koningstheater uit tot een van de meest vooraanstaande cabaretpodia van Nederland.
In 1999 komt uit dit theater de Koningstheateracademie voort.
In 2002 werd duidelijk dat het Koningstheater van het collegeterrein moest vertrekken. De status van het Koningstheater kwam in botsing met het zich wijzigende collegebeleid. Het college wilde meer gebruikmaken van de theaterzaal voor interne activiteiten, terwijl het Koningstheater zich inmiddels had ontwikkeld tot een theater met ruim tweehonderd voorstellingen en zo'n honderd repetitie- en montagedagen van bespelers en lesdagen van de Koningstheateracademie. Door tussenkomst van Gemeente 's-Hertogenbosch kon het vertrek tot augustus 2004 uitgesteld worden. Er was immers geen geschikte locatie. Die kwam augustus 2004.
Toen werd het Koningstheater gevestigd aan de Triniteitstraat, in het voormalige Theater BIS, nabij het Bossche Theater aan de Parade. Koningstheater en Koningstheateracademie opereren sindsdien los van elkaar, waarbij mede-oprichter Anna Uitde Haag de leiding van de Koningstheateracademie op zich nam. Beide organisaties werken wel nog altijd nauw samen.
Het jaar 2012 bracht grote veranderingen. De Koningstheateracademie kreeg erkenning als de eerste Academie voor Cabaret van Nederland. In datzelfde jaar sloot het Koningstheater zijn deuren als theaterpodium. Het gebouw kende te veel beperkingen voor de mogelijkheden die Frank Verhallen zag voor 's-Hertogenbosch als Cabaretstad. Hij lanceerde daarom het plan om in 's-Hertogenbosch Stadsprogrammeur Cabaret en Theatermuziek te worden.
Sinds september 2012 programmeert hij deze genres in de twee theaterzalen van Theater aan de Parade en de inmiddels drie zalen van Verkadefabriek, maar ook op andere locaties in en rond de stad. De naam Koningstheater staat vanaf dat moment voor het Cabaretproductiehuis dat gehuisvest is binnen de Verkadefabriek. Daar beschikt het over een theaterzaal, een ontvangstruimte en een documentatiecentrum.
Het Koningstheater was ingericht als museum. Het beschikte over decorstukken en attributen uit voorstellingen, maar ook een grote collectie foto's en schilderijen. Een klein deel daarvan is nu te zien in de ontvangstruimte van het cabaretproductiehuis. Een ander deel is opgeslagen.
Dat geldt ook voor de 50 schilderijen die Hanneke Gommers in opdracht van het Koningstheater maakte. Ze schilderde in heldere kleuren en verschillende maten veel cabaretiers die ertoe deden en doen. Onder hen: Youp van 't Hek, Freek de Jonge en Theo Maassen. De schilderijen hingen in de foyer en voor het grootste deel in de theaterzaal. Daarmee bepaalden ze voor een groot deel aanzien en sfeer van het theater.
Frank Verhallen hoopt dat de volledige museumcollectie in de toekomst op een nieuwe locatie in 's-Hertogenbosch haar uiteindelijke bestemming vindt en zodoende weer zichtbaar wordt voor een breed publiek.

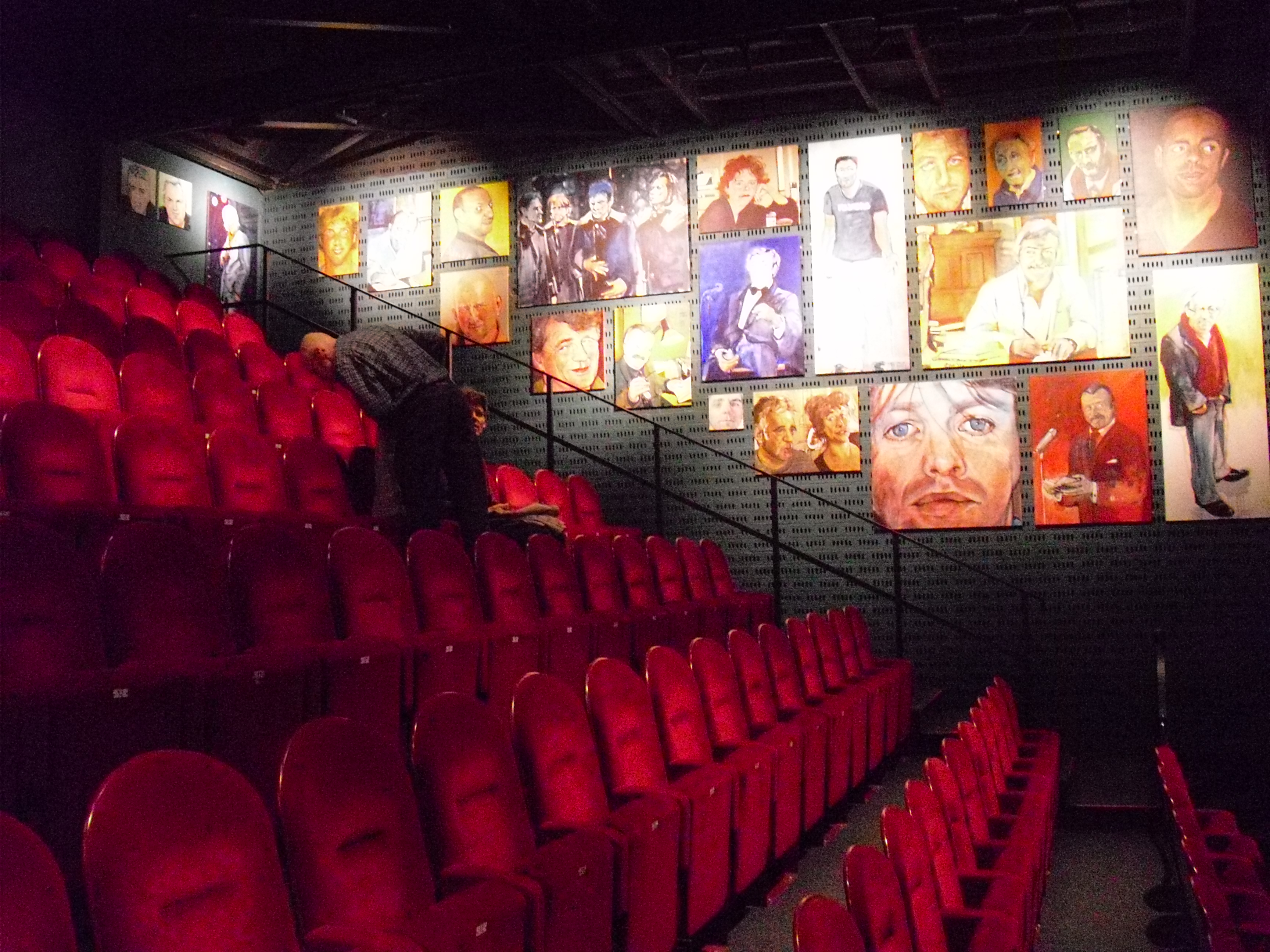